# 路德會西門英才中學
路德會西門英才中學（英語：Gertrude Simon Lutheran College），簡稱西英，是香港新界元朗區的一所男女校文法中學，校舍位於新界元朗公園北路，鄰近元朗公園和元朗大球場。校訓是「你們是世上的光」（馬太 5:14）。該校現時與深圳市美中學校與深圳市北環中學結為姊妹學校。此外，前中國女子排球運動員孫玥為該校的排球校隊教練。

## 校政管理

### 歷任校監
- 丘恩處博士（1977-1983）
- 張勝球牧師（1983-1989）
- 賴漢欽牧師（1989-1991）
- 李日誠 牧師[4]（1991起）

### 歷任校長（日校）
- 第一任（1977年9月-2004年8月）：鄭漢龍 先生[5]
- 第二任（2004年9月-2012年8月）：賴漢光 先生[5]
- 第三任（2012年9月至2023年8月）：簡加言 博士[6]（由福建中學（小西灣）轉職）
- 第四任（2023年9月起）：梁卓勳 博士

### 歷任校長（夜校）
- 龔慶榮 先生[7]（後轉職為樂善堂楊葛小琳中學創校校長）

### 歷任副校長（日校）
- 陳煜新牧師
- 賴漢光 先生[8]
- 蘇婉琴 女士[8]
- 陳炳 先生[9]
- 袁達榮 先生[10]
- 洪靜安 女士[11]
- 潘珍 女士[12]
- 吳一敏 女士
- 黃美琪 女士

## 學校歷史
路德會西門英才中學創校於1977年，最初校址位於九龍深水埗東沙島街148至150號。創校初期曾借用路德會協同中學若干課室上課。
隨著新界各新市鎮的發展，教育署於1985年推行市區遷校計劃，將市區絕大部分不合規格的中學遷入新界的新建標準校舍，本校亦於1990年7月1日暫借屯門鐘聲慈善社胡陳金枝中學，開辦在元朗區招收的首屆中一，其後於1991年9月1日正式落戶元朗公園北路1號；而舊校舍則於1996年8月底完成搬遷行動，移交香港扶幼會許仲繩紀念學校使用。學校於2007年採用全新設計的校褸和社衣。後在2019年，該校因關閉冷氣系統一事而引起外界注意。
該校開設的大部份科目實施母語教學。初中每級一班以普通話教授中國語文，每級亦有一班以英語教授數學科、綜合科學科。

## 校舍設施
路德會西門英才中學的整個校舍為1988年版靈活式校舍，設有26個課室。亦有2間綜合科學室、物理實驗室、化學實驗室、生物實驗室各1個、另設有圖書館、社工室、1間電腦室、一間多媒體教學室（MMLC）、多媒體學習中心、地理室、視覺藝術室 、家政室、設計與科技室、中文閣、英語閣、音樂室、2間教員室、小食部、操場以及有蓋操場等。學校的禮堂及課室設有空調系統。而每間課室均設有一台電腦、投影機及實物投射器。在2013年，校方增加了多個小型課室和會議室作教學用途。同時在學校的飯堂增設分體式冷氣機及玻璃外牆。又把草叢填平，改建成了「邱慶平伉儷平台花園」。

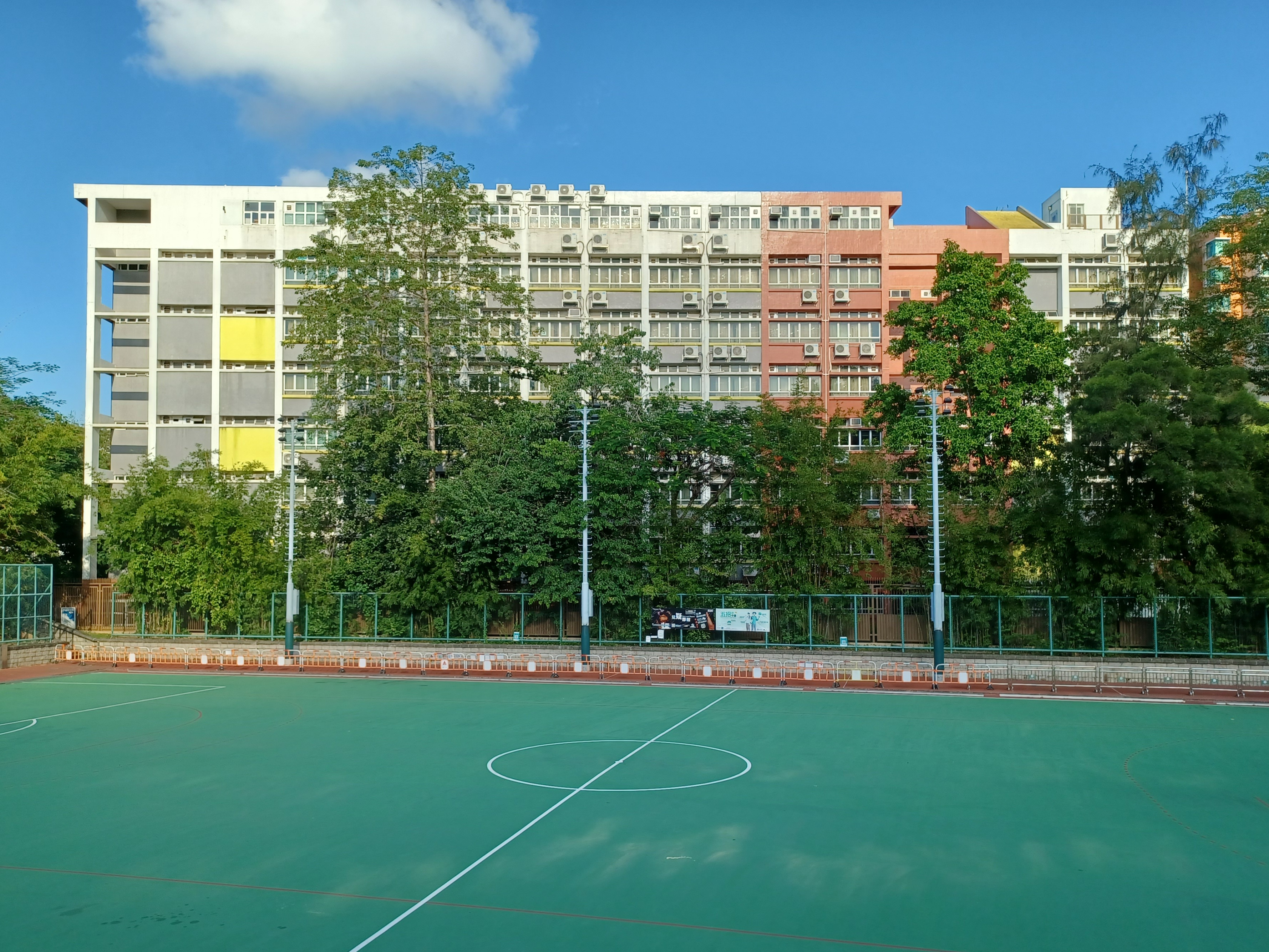
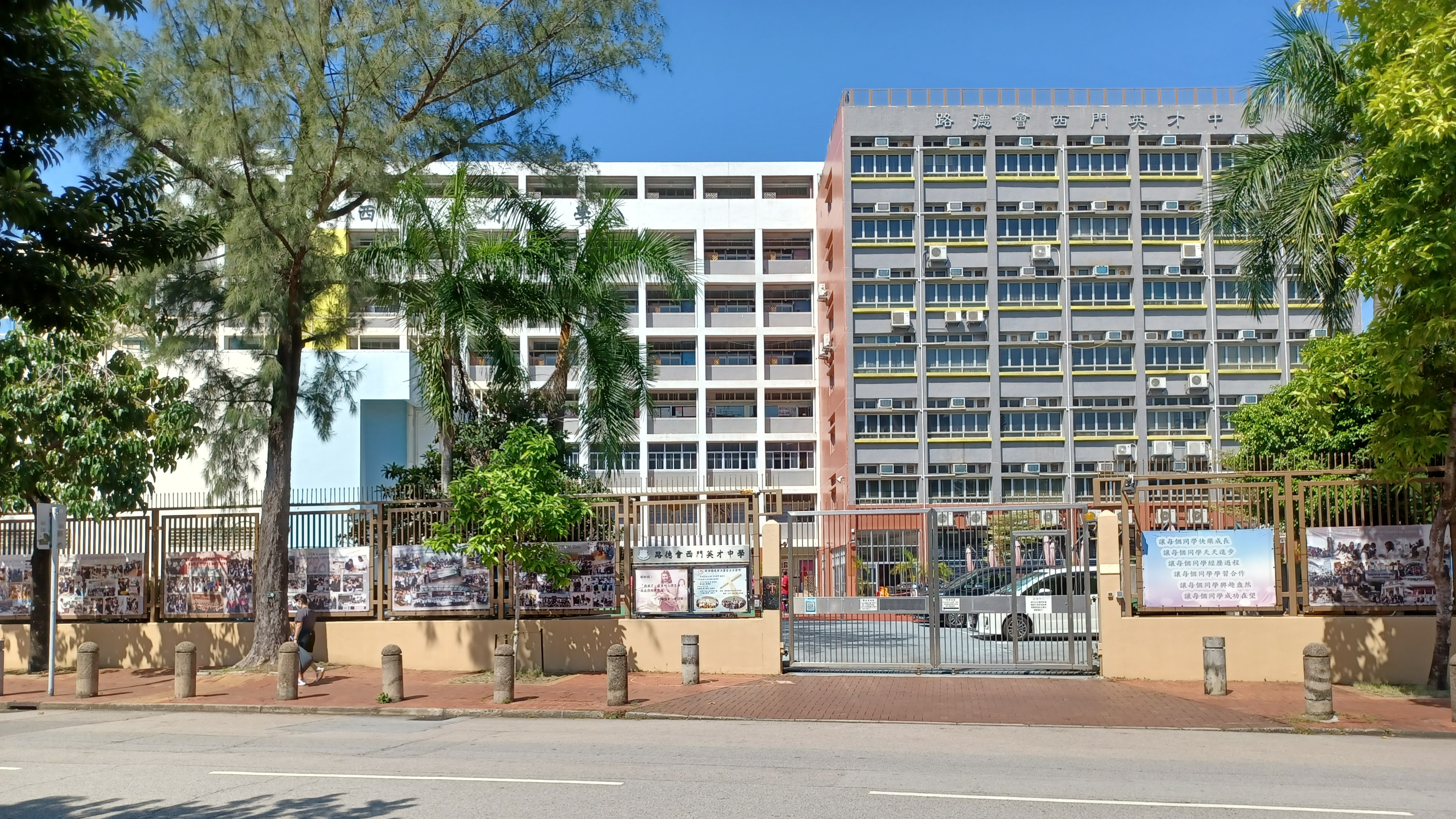

簡校長於2012年上任後，認為學校圖書館狀況欠佳，決定重新裝修圖書館，並推行各種閱讀活動和獎勵措施，以推廣閱讀文化。校園內除圖書館外，也設置多個小型閱讀角落，以便學生隨時閱讀。此外，學校亦舉辦閱讀課、漂書活動、小型書展，以及組織參觀書店和內地書展等活動。校長亦會親自為學生選購新書和最新期數的雜誌，並舉辦各種閱讀活動，希望學生能夠在閱讀中學習和成長。這些措施在香港中學中相對較為少見，為學生提供了一個良好的閱讀環境。該校圖書館藏書量比一般津校大，目前亦是一般津貼學校
的兩至三倍。

## 學校事件

### 夏天關閉冷氣
2019年5月20日，一名就讀該校的男生在Facebook專頁「名校Secret」發文，稱5月16日下午1至2時午飯期間，校長透過中央廣播宣佈：「今日天氣炎熱，學校已經爲同學開冷氣，但仍見到同學（穿）著冷衫，如果下晝（午）再見到相同狀況的話，今日全日下晝就會熄冷氣。」該名男生稱原以為是阻嚇學生，但不足30秒後除教員室外全校的冷氣被關掉。午飯後，中央廣播再度宣布，訓導老師將巡查學生是否穿著冷衫，如仍穿著則不得重開。最後冷氣在被關掉35分鐘後重開。
翌日有人再透過該專頁發文，指校方事後發出通告，稱為散去飯菜的氣味，所以在午飯時問約半小時後關閉冷氣，讓課室空氣流通及在下午上課時有較清新的環境。而該校回覆傳媒稱，學生的指控並不屬實。當日由於校方得悉部分班房有臭味問題，而班房位處不同樓層及學校採用中央冷氣系統設計，所以校方關閉全校班房的冷氣，並打開窗戶讓空氣流通，以及維持圖書館及禮堂的冷氣讓有需要學生唞涼。同時也有老師巡查各層，證實沒臭味後在關冷氣7分鐘後重開。

## 著名/傑出校友
宗教界
- 張振華（1982年中五）：基督教香港信義會監督

新聞界
- 廖淑怡（2016年中六）：無綫新聞台主播

演藝界
- 張幸雄（1993年中五）：香港著名尺八演奏家[22]
- 林美嫦（1984年中五）：博物館二級助理館長（藏品管理）
- 曾致遠（1985年中五）（Lawrence Tsang）：香港著名攝影師
- 蔡景東：著名漫畫家[23]
- 張璜：蜂鳥音樂創辦人
- 岑德衛（1982年中五）：前香港樂隊「浮世繪」成員
- 何嘉露（亞Lu）（2001年中五）：香港電台DJ
- 小雪：香港女歌手、影視藝人
- 黃素歡（1984年中五）：香港女演員、1988年亞洲小姐「和平小姐」
- 區淑貞（1991年中五）：1993年亞洲小姐冠軍
- 林麗薇（1991年中五）：1993年香港小姐亞軍

商界
- 車品覺（1978-79年度入學）：前阿里巴巴集團副總裁，現任紅杉資本中國基金專家合伙人[24]

體育界
- 胡依廷（2013年中六）：香港羽毛球代表隊成員[25]

## 外部連結
- 路德會西門英才中學 Gertrude Simon Lutheran College 學校網站 （页面存档备份，存于）
- 路德會西門英才中學
- GSLC校友 Facebook 群組[永久]
- School Anthem(GSLC) （页面存档备份，存于）